# Lulu d'Ardis
Lulu d'Ardis est une dessinatrice de presse et caricaturiste française contemporaine, surtout connue pour son blog, Mondanités et fumisteries, publié par le Monde.fr.

## Biographie
Lulu d'Ardis, après avoir suivi les cours d'une école d'arts appliqués a créé Lulu, personnage autobiographique, enfant de la crise à qui le chômage laisse tout loisir de fréquenter cafés et bars. « En jean, le clope au bec et le verre à la main », accoudée au comptoir ou assise en terrasse, Lulu, « qui préfère le foot aux défilés d'Isabel Marant », jette un regard désenchanté sur le monde qui l'entoure. Et dans la tradition des « brèves de comptoir » de Gourio, ses remarques, propos ou conversations sont rapportés depuis 2012 sous la rubrique Mondanités et fumisteries du Monde.fr.
C'est avec un humour le plus souvent indulgent, mais parfois féroce et qui peut virer au noir, que Lulu d'Ardis croque les célébrités du moment ou bien ses propres congénères de la génération Y. Posé sur l'actualité du sport, de la mode ou du spectacle, son regard caustique et désabusé se tourne aussi, au jour le jour, vers les grands événements de la politique, de l'économie, de la société. Caricaturiste et humoriste, Lulu d'Ardis se réclame volontiers de grands devanciers comme Cabu et Wolinski, ou encore Sempé dont elle admire « la vision bienveillante, intelligente et drôle ».
Lulu d'Ardis est également illustratrice, ayant collaboré par exemple au livre de François David, Et pendant ce temps, les patrons se marrent !. Elle a travaillé pour des agences telles que Kingdom communication, RP Univers presse ou Eventime, et « elle collabore avec différents sites dédiés notamment à la mode et à Paris ».
Lulu d'Ardis a publié en janvier 2015 aux éditions du Chêne un album intitulé Lulu paye son coup !, qui présente des extraits de son blog du Monde.fr augmentés de nombreux dessins originaux.

## Publications
- Presse en ligne
  - Mondanités et fumisteries : Le Blog de Lulu d'Ardis, Le Monde.fr, depuis avril 2012 (consulter en ligne).
  - Avec Aurel, Bagieu, Gorce, Vidberg et al., Mains volontaires : Le Blog complètement foot des dessinateurs du Monde, Le Monde.fr, juillet 2014 (consulter en ligne).
- Albums
  - Lulu paye son coup !, 2015[9].
  - Enivrez-vous : Le Tour du monde en 80 cocktails, texte de Zoé de Fonfrasque, 2015[10].
  - L'ABC de l'argot, sans se fader le dico, texte de Marcelle Ratafia, 2017[11],[12].
  - L'ABC du foot, texte de Marcelle Ratafia, 2018[13].
  - L'ABC de la mode, texte de Marcelle Ratafia, 2018[14].
  - Du côté de l'Olympe : Un précis de mythologie savamment déjanté, texte de Denis Lindon, 2020[15],[16].
  - Une folle histoire d'archéologie : À la découverte de Troie, texte d'Arnaud Pizzuti, 2023[17].
- Illustration d'ouvrages
  - François David, Et pendant ce temps, les patrons se marrent, 2015[18].
  - Collectif, Déclaration universelle des droits de l'homme illustrée, 2015[19],[20].
  - Marion Carrance, La Méthode Sugar Blum, 2022[21].
- Travaux divers, pour différents sites en ligne et agences de presse.

## Revue de presse

### Articles
- Laura Boudoux, « Charlie Hebdo : Les illustrateurs du monde entier rendent hommage au journal : Lulu d'Ardis », Elle,‎ 9 janvier 2015 (lire en ligne).
- La rédaction, « Lulu paye son coup », Le Choix des libraires,‎ 20 janvier 2015 (lire en ligne).
- Benoit Gaboriaud, « Lulu paye son coup : L'Art de refaire le monde à l’apéro », Men's Up : L'Homme au quotidien,‎ 15 décembre 2014 (lire en ligne).
- Lauriane Gepner, « Parisiens à croquer », Eurostar Metropolitan Magazine,‎ janvier 2015, p. 7.
- Alix Girod de l'Ain, « Tu t'es vu quand t'as Lulu », Elle,‎ 30 janvier 2015, p. 45.
- Jean-Philippe Lefèvre, « Chronique BD : Un coup ça va... deux coups ça va encore ! », Télé loisirs,‎ 6 février 2015 (lire en ligne).
- La rédaction, « Lulu paye son coup : Deux ans de dessins de comptoir par Lulu d'Ardis », TLC Toute la culture,‎ 21 janvier 2015 (lire en ligne).
- Julia Zimmerlich, « Lulu d'Ardis », Neon,‎ janvier 2015, p. 35.

### Interviews
- Sonia Déchamps, « Mam'zelle Bulle rencontre Lulu d'Ardis », Chronique BD, Radio campus Paris, 22 janvier 2015 (consulter en ligne).
- Michel Field, « Lulu d'Ardis », L'Invité culture, LCI, s. d. (janvier 2015 ?).
- La rédaction, « Rencontre avec Lulu d'Ardis, blogueuse, auteur de Lulu paye son coup », MyBoox, 9 février 2015 (consulter en ligne).
- Philippe Legrand, « Podcast : Aussi belle que Kate » (min 13-24), Match plus, Paris Match, 29 janvier 2015 (consulter en ligne).
- Christophe Ratinaud, « Lulu paye son coup », France Bleu, dimanche 18 janvier 2015.
- Diane Shenouda, « Lulu paye son coup : Les Brèves de comptoir illustrées par Lulu d'Ardis », Sortie du jour, Europe 1, 21 janvier 2015 (consulter en ligne).

### SurL'ABC de l'argot

#### Presse écrite
- Alice Develey, « Redécouvrez l'argot avec Marcelle Ratafia et Lulu d'Ardis », Le Figaro,‎ 16 février 2017 (lire en ligne, consulté le 1er avril 2017).
- Alice Thierry, « L'ABC de l'argot sans se fader le dico : On vous en touche un mot », Le Journal des femmes,‎ 17 février 2017 (lire en ligne).
- Mickaël Barbato, « Pour ne plus se faire rencarder dans une guinguette », Culturellement vôtre,‎ 27 février 2017 (lire en ligne, consulté le 1er avril 2017).

#### Télévision
- « L'Argot décortiqué avec Marcelle Ratafia », Journal de 13 heures, 24 février 2017, France 2 regarder en ligne.
- Élisabeth Quin, « Notre invitée exceptionnelle, Marcelle Ratafia », 28 minutes, Arte regarder en ligne.
- « L'argot, c'est une musique », Grand Soir, 21 mars 2017 France 3 [regarder en ligne].

#### Radio
- Anna Flori-Lamour, « L'ABC de l'argot », Chronique, 21 février 2017, Radio Nova [écouter en ligne].
- Stéphane Bern, « L'ABC de l'argot : Marcelle Ratafia », À la bonne heure, 2 février 2017, RTL [écouter en ligne].